# Baghlan
Baghlan (en paixtu i persa: بغلان [Baghlān]) és una ciutat de l'Afganistan, a la província de Baghlan, a la qual dona nom i de la que és la principal ciutat però no la capital. Està a uns 5 km a l'est del riu Kunduz. La població del districte és d'uns 120.000 habitants de majoria paixtu, amb minories tadjiks i uzbeks. Era un poble petit que va agafar importància als anys 30 del segle XX amb la construcció de la ruta entre la capital, Kabul, i el nord, seguint el riu Kunduz. Fou capital de l'antiga província de Qataghan o Kataghan fins a la seva supressió el 1964.